# Newton-with-Clifton
Newton-with-Clifton – civil parish w Anglii, w Lancashire, w dystrykcie Fylde. W 2011 civil parish liczyła 2735 mieszkańców.